# Дарлаг
33°45′15″ пн. ш. 99°39′05″ сх. д. / 33.75428° пн. ш. 99.65134° сх. д.
Дарлаг (кит. 达日县, пін. Dárì Xiàn, трансліт. Darlag) — один із повітів КНР у складі Голо-Тибетської автономної префектури, провінція Цінхай. Адміністративний центр — містечко Г'юма.

## Географія
Дарлаг у середньому лежить на висоті близько 4200 метрів над рівнем моря. Повіт з північного заходу на південний схід перетинають гори Баян-Хара-Ула. Північним кордоном повіту слугує річка Хуанхе.

### Клімат
Повіт лежить у зоні так званої «гірської тундри», котра характеризується кліматом арктичних пустель. Найтепліший місяць — липень із середньою температурою 11,8 °C. Найхолодніший місяць — січень, із середньою температурою -10,1 °С.
| Клімат повіту Дарлаг                               | Клімат повіту Дарлаг | Клімат повіту Дарлаг | Клімат повіту Дарлаг | Клімат повіту Дарлаг | Клімат повіту Дарлаг | Клімат повіту Дарлаг | Клімат повіту Дарлаг | Клімат повіту Дарлаг | Клімат повіту Дарлаг | Клімат повіту Дарлаг | Клімат повіту Дарлаг | Клімат повіту Дарлаг | Клімат повіту Дарлаг |
| Показник                                           | Січ.                 | Лют.                 | Бер.                 | Квіт.                | Трав.                | Черв.                | Лип.                 | Серп.                | Вер.                 | Жовт.                | Лист.                | Груд.                | Рік                  |
| Середній максимум, °C                              | −2,4                 | 0,1                  | 3,4                  | 7,7                  | 11,3                 | 14,1                 | 16,6                 | 16,5                 | 13,6                 | 7,7                  | 2,6                  | −1,2                 | 7,5                  |
| Середня температура, °C                            | −11,8                | −8,4                 | −4,2                 | 0,7                  | 4,5                  | 8                    | 10,1                 | 9,5                  | 6,5                  | 0,6                  | −5,9                 | −10,9                | −0,1                 |
| Середній мінімум, °C                               | −19,5                | −15,8                | −10,4                | −4,9                 | 0,7                  | 3,3                  | 5                    | 4,2                  | 1,7                  | −4,1                 | −12,2                | −18,5                | −6                   |
| Норма опадів, мм                                   | 6.8                  | 8.3                  | 16.3                 | 28.8                 | 66.7                 | 112.6                | 113                  | 96.3                 | 80.5                 | 34.2                 | 5.8                  | 3.4                  | 572.7                |
| Вологість повітря, %                               | 50                   | 49                   | 52                   | 56                   | 63                   | 69                   | 70                   | 70                   | 72                   | 67                   | 55                   | 49                   | 60                   |
| -------------------------------------------------- | -------------------- | -------------------- | -------------------- | -------------------- | -------------------- | -------------------- | -------------------- | -------------------- | -------------------- | -------------------- | -------------------- | -------------------- | -------------------- |
| Джерело: Дані метеостанції №56046 (КНР, 1991-2020) |                      |                      |                      |                      |                      |                      |                      |                      |                      |                      |                      |                      |                      |